# Pauridiantha paucinervis
Pauridiantha paucinervis là một loài thực vật có hoa trong họ Thiến thảo. Loài này được (Hiern) Bremek. mô tả khoa học đầu tiên năm 1940.